# Takajuki Kubota
Takajuki Kubota (宗 家 孝行 洼 田, Kubota Takajuki; 20. září 1938 – 14. srpna 2024) byl velmistr bojových umění, 10 Dan, tvůrce stylu karate gosoku rju, zakladatel International Karate Association.

## Život
Kubota se narodil 20. září 1934 v Kumamoto na ostrově Kjúšú v Japonsku. Začal studovat ve věku 4 let pod dohledem svého otce. Když měl 18, otevřel své vlastní dojo v Tokiu. Dosáhl mistrovství nejen v karate, ale také v judo, aikido, kendo, tošin rju, taiho-džicu a kubotan.

## Knihy
Kubota také napsal knihy o bojových uměních:
- KUBOTA, Takayuki; MCCAUL, Paul. Baton techniques and training. illustrated. vyd. [s.l.]: Thomas, 1972. Dostupné online. ISBN 0398023387.
- KUBOTA, Takayuki; MILLER, Mark. The art of karate. 1. vyd. [s.l.]: Haddington House, 1977. Dostupné online. ISBN 0672523310.
- KUBOTA, Takayuki. Fighting Karate Gosoku Ryu Hard Fast Style. [s.l.]: Unique Publications (Subs. of CFW Enterprises, Inc), 1980. Dostupné online. ISBN 0865680108.
- KUBOTA, Takayuki. Gosoku ryu karate: kumite 1. [s.l.]: Unique, 1980. Dostupné online.[nedostupný zdroj]
- PETERS, John; KUBOTA, Takayuki; DEFENSIVE TACTICS INSTITUTE, INC. Realistic defensive tactics. illustrated. vyd. [s.l.]: Reliapon Police Products, 1981. Dostupné online. ISBN 0935878025.
- KUBOTA, Takayuki. Action Kubotan Keychain an Aid in Self Defense. [s.l.]: Beckett Pubns, 1982. Dostupné online. ISBN 0865681015.
- KUBOTA, Takayuki; PETERS, John. Official Kubotan techniques. [s.l.]: Kubotan Institute, 1983. Dostupné online.[nedostupný zdroj]
- KUBOTA, Takayuki. T-Hold Kubotan. [s.l.]: Unique Publications, 1983. Dostupné online. ISBN 0865681112.
- KUBOTA, Takayuki. Weapons Kumite: Fighting With Traditional Weapons. [s.l.]: Unique Publications, 1983. Dostupné online. ISBN 0865680426.
- KUBOTA, Takayuki. Kubotan keychain: instrument of attitude adjustment. reprinted. vyd. [s.l.]: Dragon Books, 1985. Dostupné online. ISBN 0946062099.
- KUBOTA, Takayuki. Ninja Shurkien Manual. reprinted. vyd. [s.l.]: I & I Sports Supply Co, 1985. Dostupné online. ISBN 0934489009.
- KUBOTA, Takayuki. Close encounters: the arresting art of taiho-jutsu. illustrated. vyd. [s.l.]: Dragon Books, 1987. Dostupné online. ISBN 094606220X.
- KUBOTA, Takayuki. Fighting Karate. illustrated. vyd. [s.l.]: Unique Publications, 2003. Dostupné online. ISBN 0865682054.

## Hollywood
V Hollywoodu byla po Kubotovi velká poptávka – pomáhal s výcvikem herců a s inscenací bojových scén u více než 321 filmů, 195 televizních programů a reklam.